# Withius kaestneri
Withius kaestneri är en spindeldjursart som först beskrevs av Max Vachon 1937.  Withius kaestneri ingår i släktet Withius och familjen Withiidae. Inga underarter finns listade i Catalogue of Life.